# Zbigniew Kaleta
Zbigniew Wiktor Kaleta (ur. 14 maja 1971 w Opolu) – polski aktor teatralny i filmowy.

## Życiorys
W 1995 roku ukończył studia na Wydziale Aktorskim Państwowej Wyższej Szkoły Teatralnej im. Ludwika Solskiego w Krakowie. Jednak dyplom obronił rok później. W 1998 roku na II Ogólnopolskim Festiwalu Komedii TALIA'98 w Tarnowie otrzymał nagrodę za rolę Łokcia w przedstawieniu Williama Shakespeare’a Miarka za miarkę w reżyserii Tadeusza Bradeckiego w krakowskim Starym Teatrze im. Heleny Modrzejewskiej, z którym się związał na stałe od 1995 roku. Występował także w Teatrze Rozmaitości w Warszawie (2000–2001) oraz Krakowskim Teatrze Scena STU (2002).

## Filmografia

### filmy
- 1994: Spis cudzołożnic
- 2000: Duże zwierzę jako fotograf Bolek Cofalik
- 2000: Szczęśliwy człowiek
- 2006: Pod powierzchnią jako Piotr
- 2007: Jak to jest być moją matką jako Artur

## Ważniejsze role teatralne
Stary Teatr im. Heleny Modrzejewskiej w Krakowie
| Rok  | Tytuł                                       | Autor                  | Reżyser             | Rola                                     |
| ---- | ------------------------------------------- | ---------------------- | ------------------- | ---------------------------------------- |
| 1994 | Gwałtu, co się dzieje!                      | Aleksander Fredro      | Anna Polony         | Dyzma Bekiesz                            |
| 1995 | Dziady - dwanaście improwizacji             | Adam Mickiewicz        | Jerzy Grzegorzewski |                                          |
| 1995 | Operetka                                    | Witold Gombrowicz      | Tadeusz Bradecki    |                                          |
| 1995 | Biesy albo Mały Plutarch żywotów nieudanych | Fiodor Dostojewski     | Ludwik Flaszen      | Szatow                                   |
| 1996 | Peer Gynt                                   | Henryk Ibsen           | Marek Fiedor        | Fotograf/Dozorca w szpitalu/Gość weselny |
| 1997 | Faust                                       | Goethe                 | Jerzy Jarocki       | Archanioł Gabriel/Chłop                  |
| 1998 | Miarka za miarkę                            | William Shakespeare    | Tadeusz Bradecki    | Łokieć                                   |
| 2001 | Wiśniowy sad                                | Anton Czechow          | Remigiusz Brzyk     | Trofimow/Gość                            |
| 2001 | Przyjaciele odchodzą                        | Zbigniew Herbert       | Tadeusz Malak       |                                          |
| 2002 | Mistrz i Małgorzata                         | Michaił Bułhakow       | Krystian Lupa       | Mistrz                                   |
| 2002 | Car Mikołaj                                 | Tadeusz Słobodzianek   | Remigiusz Brzyk     | Kosma                                    |
| 2003 | Opera mleczana                              | Stanisław Radwan       | Mikołaj Grabowski   | Tenor                                    |
| 2003 | Grzeszne dzieciństwo                        | Mark Twain             | Agata Duda-Gracz    |                                          |
| 2004 | Niewina                                     | Dea Loher              | Paweł Miśkiewicz    | Elisio                                   |
| 2004 | Zaratustra                                  | Fryderyk Nietzsche     | Krystian Lupa       | Dojrzały Zaratustra                      |
| 2006 | Trzy stygmaty Palmera Eldritcha             | Philip K. Dick         | Jan Klata           | Richard Hnatt                            |
| 2006 | Tartuffe                                    | Molier                 | Mikołaj Grabowski   | Tartuffe                                 |
| 2006 | Przedtem/potem                              | Roland Schimmelpfennig | Paweł Miśkiewicz    | Mężczyzna Ze Spinkami                    |
| 2008 | Factory 2                                   | Krystian Lupa          | Krystian Lupa       | Paul                                     |
| 2008 | Piekarnia                                   | Bertolt Brecht         | Wojtek Klemm        | Piekarz Meininger                        |

Teatr Rozmaitości w Warszawie
| Rok  | Tytuł           | Autor              | Reżyser          | Rola                          |
| ---- | --------------- | ------------------ | ---------------- | ----------------------------- |
| 1999 | Magnetyzm serca | Aleksander Fredro  | Sylwia Torsh     | Gustaw                        |
| 2000 | Książę Myszkin  | Fiodor Dostojewski | Grzegorz Jarzyna | Gawriła Ardalionowicz Iwołgin |